# Джексон, Махалия
Махалия Джексон (англ. Mahalia Jackson; 26 октября 1911, Новый Орлеан — 27 января 1972, Чикаго) — американская певица, во многом определившая современное звучание музыки в жанрах госпел и спиричуэлс.

## Биография
Махалия Джексон родилась 26 октября 1911 года на Вотер Стрит в Новом Орлеане, штат Луизиана. Махалия была третьим из шести детей Чариты Кларк и Джонни Джексонов. Глава большого семейства работал портовым грузчиком днем и парикмахером вечером. Но по воскресеньям он становился проповедником, особо уважаемым человеком в негритянской общине.

### Ранние годы
Отец сумел передать Махалии чувство достоинства и уверенность в себе, а его воскресные проповеди укрепили её дух. Торжествующее пение в жанре госпел: Swing Low, Sweet Chariot, Oh, What a Friend We Have in Jesus было источником её вдохновения. С раннего детства Махалия наслаждалась церковной хоровой музыкой в церкви Plymouth Rock Baptist, к которой принадлежало её семейство. Махалия начала петь в раннем возрасте. В четыре года она уже пела в молодёжном хоре баптистской церкви Святой Марии (St. Moriah Baptist). Бесси Смит, Ма Рейни и Энрико Карузо были любимыми исполнителями семьи Джексон. В пятилетнем возрасте Махалия пережила смерть матери, и вместе с десятилетним братом Питером переехала жить к тете Пауле. Четверо других детей Джексон приютили сестры покойной матери.
Маленькая Махалия хотела стать медсестрой. В семь лет она помогала Бесси, самой молодой сестре матери, со случайными заработками за два доллара в неделю. Так описывает Махалия этот период:
- «Когда взрослые уходили из дома и я драила полы, я включала записи Бесси Смит и работалось быстрее».

«Careless Love» Бесси Смит была её любимой эаписью. Записей госпел в то время ещё не существовало. Хотя Махалия никогда не исполняла джаз, «королева блюза» оказала на неё сильнейшее влияние. Позже она объясняла:
- «Блюз приятно слушать — это песня отчаяния. Госпел принадлежит Богу — это песня надежды. Вспомните Давида из Библии: „Пойте громко и радостно Богу“. Я пользуюсь его советом. Происхождение госпел и блюза близко, однако блюз трогает только сердце, а госпел наполняет его божественными чувствами любви, умиротворения и радости».

В тринадцатилетнем возрасте Махалия оставила восьмой класс школы, чтобы, работая по десять часов в день прачкой, заработать себе на жизнь. К подростковому возрасту её уникальный вокальный стиль был полностью сформирован, объединяя глубокое звучание, динамичный ритм и выразительную блюзовую фразировку.

### Становление
Поворотным моментом в жизни Махалии был переезд в 1927 году к тете Хане в Чикаго. Работая прачкой и медсестрой в шестнадцать лет, она тяжело зарабатывала на жизнь. Через несколько месяцев после переезда в Чикаго, Махалия стала солисткой хора «Братья Джонсон» (англ. Johnson Brothers) в баптистской церкви «Большой Салем» (англ. Greater Salem Baptist Church). На первой для Махалии репетиции её услышал директор хора и, под впечатлением услышанного, назначил солисткой. «Братья Джонсон» — это группа под руководством трёх сыновей вастора Джонсона была, возможно, первая профессиональная группа госпел, которая пела церковную музыку в Чикаго. Они даже исполняли ряд музыкальных драм, написанных ими самими, в которых Махалия Джексон исполняла ведущую роль.
Её карьера началась с выступления в развлекательной радиопередаче. В середине тридцатых годов хор «Братья Джонсон» распался и Джексон начала свою соло карьеру в сопровождении пианиста Эвелин Гай. По рекомендации почитателей, слышавших её голос в различных представлениях, в 1932 году Махалия взяла первый и последний урок пения.
Начало тридцатых годов было расцветом музыки госпел. Махалия была официальной солисткой самой большой негритянской религиозной организации и зарабатывала деньги пением на похоронах, в церкви и на политических собраниях.
Махалия восклицала:
- «Хвала Богу не нуждается ни в каком микрофоне, только откройте окна и двери и позвольте звуку выливаться наружу».

В двадцать лет Махалия заработала двадцать пять долларов при первой грамзаписи. В 1935 году она познакомилась с Исааком Хокенхал. Муж был старше Махалии на десять лет. В 1941 году брак закончился разводом. Детей от этого брака у них не было.

### Начало карьеры,1937 — 1945
В 1937 году она встретила пианиста Томаса Э. Дорси — автора многих песен госпел и в том числе «Precious Lord». Томас A. Дорсей, известный как «отец музыки госпел», стал её наставником и издателем. Он написал свыше 400 песен госпел, которые Джексон помогла ему популяризировать. Именно в это время она поклялась петь только музыку госпел. Популярность Махалии Джексон на Среднем Западе быстро росла, и в 1937 году она стала первым исполнителем госпел в фирме Decca Records, сделав четыре записи в сопровождении пианиста и органиста Эстел Аллен. Любопытно, что ни на одной из записей, сделанных в течение сеанса 21 мая, не присутствовал Томас A. Дорсей, с которым она уже была творчески связана. В это время Decca выпускает сингл God’s Gonna Separate the Wheat From the Tares, но продажа шла скромно, что привело к перерыву в записях.
В 1939 году, по окончании курса косметолога, Махалия открыла косметический салон под названием «Mahalia’s Beauty Salon» и цветочный магазин «Mahalia’s House of Flowers».
Между тем музыкальная карьера Махалии Джексон продолжает длительный подъём: она начала давать концерты в таких отдалённых городах, как Буффало, Новый Орлеан и Бирмингем. Неподражаемый голос, обаяние и темперамент певицы получили признание.

### Рост популярности, 1946—1950
В начале сороковых годов растет популярность госпел в Америке, и Махалия на этой волне увеличивает активность в новом виде искусства. Началом настоящего успеха в блестящей карьере следует считать 1946 г., когда её пригласили участвовать в симпозиуме, посвященном истокам джаза. Там её попросили исполнить несколько песен в присутствии самых видных американских музыковедов, и когда она закончила, зал разразился овациями. Критики засыпали её вопросами и заставили петь до полуночи, симпозиум был сорван. В 1946 году Джексон подписала контракт с Аполло Рекордс, хотя её отношения с фирмой зачастую были напряженными. Первые записи, включая «I Want to Rest» и «He Knows My Heart», прошли настолько плохо, что фирма, практически, не допустила их к продаже. Последующие же записи, такие как сингл «Move on Up a Little Higher», сделанная по настоянию режиссёра Арта Фримана 12 сентября 1947 года, стал самым продаваемым госпел всех времён. Он продавался в таких больших количествах (1 000 000), что магазины не могли удовлетворить спрос. Внезапно Махалия Джексон стала суперзвездой — кумиром белых интеллектуалов и критиков джаза.
В некоторых записях для фирмы Аполло Рекорд впервые в музыке госпел был использован орган Хаммонда вместо обычного одинокого фортепиано. Мягкий простой фон органа и медленные темпы позволяли лучше выделить несравненный голос певицы, вибрато и легкие изгибы её голоса. В выступлениях в сопровождении пианистки Милдред Фалс, органиста Ральфа Джонс, а также квартета во главе с музыкальным директором Джеком Халлораном певица была популярна у белого зрителя. Пение с группой Халлоран отодвинуло её далеко от традиционного госпел к странному гибриду — смеси сентиментальной салонной музыки и госпел.

### Вершина славы, 1950—1955
В 1950 году Махалия Джексон была приглашена в шоу Ed Sullivan Show. В этот период, исполняя госпел, она зарабатывала 50000 долларов в год. 4 октября 1950 года певица первый раз пела в Карнеги Холл в Нью Йорке и побила все рекорды посещаемости. Увлечённые газетные критики дали превосходные рецензии на её выступление. Первое Европейское турне в 1952 году Махалия вынуждена была досрочно прекратить в Бордо из-за сильного изнеможения.
В 1952 году её запись «I Can Put My Trust in Jesus» выиграла приз Французской Академии, и в завершение успешного тура по Европе исполненная ею «Silent Night-Тихая ночь» стала одной из необычайно пользующихся спросом записей в истории Норвегии и Дании. Махалия посетила Францию, Англию, Голландию, Бельгию и Данию.
Гастролировала в Европе в 1952, 1962—1964,1971 годах.
Пела в Африке, Японии и Индии в 1970 году и Израиле в 1961 году.
В 1954, певица начала вести собственную еженедельную радио-передачу на CBS — первая программа такого рода, передающая госпел по эфиру США. Более 80 записей, достойно входящих в ряд выдающихся госпел всех времён, были сделаны Махалией за восемь лет сотрудничества с Аполло Рекордс.
В том же 1954 году Махалия Джексон подписала контракт с фирмой «Columbia Records» на запись 40 госпел, которые начала с простых песен, таких как «Rusty Old Halo». Часть госпел она сочинила сама. Фирма настаивала на большом количестве записей с оркестром и хором, что пользовалось спросом у покупателей, но вызывало недовольство певицы и трения с «Columbia Records».
Однако с успехом Махалии Джексон пришла неизбежная обратная реакция — пуристы порицали популярность её музыки, а из-за растущей известности цена на её выступления настолько выросла, что к концу пятидесятых никакие «черные» церкви не могли позволить себе пригласить её.
В том же 1955 году кинорежиссёр Джулес Шверин (Jules Schwerin), покоренный пением Махалии Джексон, задумал снять документальный фильм о её жизни и творчестве. Несмотря на печально известное упрямство певицы, ему удалось убедить её помочь в создании фильма и она даже привезла режиссёра в окрестности Нового Орлеана, где прошли годы её детства. Бедность и неуверенность в завтрашнем дне оставили тяжелый след и повлияли на характер певицы. Зачастую, уже в зрелом возрасте, получая оплату за выступление только наличными, она уходила с концерта с 5000$, спрятанными в бюстгалтере. Джулес Шверин рассказывает, что из-за своей прижимистости певица уволила своего постоянного аккомпаниатора Милдред Фалс за то, что та просила о повышении заработка до 300$ в неделю в то время, как она зарабатывала до 7000$ за ночь.

### Фестивали, фильмы, 1957—1960
Летом 1957 года Махалия Джексон впервые выступила на Ньюпортском фестивале джаза. После двухлетних уговоров певица приняла предложение фирмы «Columbia Records» и в феврале 1958 года сделала запись с оркестром Дюка Эллингтона. Впечатлённая монументальной сюитой о истории американских негров «Black Brown and Beige», впервые записанной Дюком Эллингтоном в 1944 году, Махалия написала слова к инструментальной пьесе «Come Sunday». Исполнение ею этого произведения стало эталоном, и Дюк Эллингтон включил её в один из концертов «Духовной музыки» — «Secret Concert». Кроме того, в заключение сюиты «Black Brown and Beige» певица исполняет псалм в сопровождении очень скромного аккомпанемента.
В 1958 году Махалия Джексон приняла участие в съемках фильма «Imitation of Life».
Вторичное торжествующее появление певицы на Ньюпортском фестивале джаза летом 1958 года укрепило её авторитет среди музыкальных критиков. Она выступала в сопровождении Милдред Фалс (фортепиано), Лайлтон Мичел (орган) и Том Брайант (контрабас). Наряду с традиционной музыкой Махалия исполнила популярные песни: «Didn’t It Rain», «Keep Your Hand on the Plow».
Между тем записи, сделанные в этот период, продолжали отодвигать певицу всё дальше от её основной аудитории. Чувство импровизации стало менее характерно для её выступлений, а простота и динамичность уступили место медленным ритмам и длинным фразам, зажигательное пение перешло в маловыразительные арии, а синкопирование в ритмичную пульсацию, стимулируемую телодвижениями.

### «Опера в церкви», 1960—1968
В 1960 году Махалия Джексон выступила на праздничной церемонии в честь избрания президента Кеннеди.
Ирвин Тоунсенд, продюсер многочисленных записей Махалии Джексон на студии «Columbia Records», вспоминает, что, когда фирма решила записать целую пластинку гимнов в сопровождении большого оркестра, Махалия за несколько месяцев до этого волновалась и твердила, что она не «оперная певица» — ведь это должна быть её первая запись с симфоническим оркестром. Но, вопреки волнениям, запись проходила так хорошо, что после каждого прогона (пробы), музыканты стучали смычками, выражая таким образом своё восхищение певице. Аранжировки музыкального руководителя оркестра Перси Фейт вдохновляли её петь, как никогда ранее. Любимым гимном Махалии был «Just As I Am». Запись была сделана 21 и 22 февраля 1960 года, а следующее воскресенье она провела в постели с простудой:
- «Но я послушала нашу запись накануне и для меня это было как будто я побывала в церкви».

Махалия Джексон покорила публику на четырёх континентах. Четыре раза переполненный Карнеги Холл рукоплескал ей. Четыре президента слушали её: Труман, Эйзенхауэр, Кеннеди и Джонсон.
Махалия также была приглашена в Японию и выступала перед императором Хирохито на его семидесятилетии.
В 1964 году сильно сократила свои выступления по состоянию здоровья и спела на чествовании 70-летия Луи Армстронга в 1970 году на Ньюпортском фестивале джаза.
В период шестидесятых Джексон была сторонником и доверенным лицом доктора Мартина Лютера Кинга. 28 августа 1963 года в Вашингтоне перед известной речью Мартина Лютера Кинга «У меня есть мечта» Махалия пела песню «I’ve Been Buked and I’ve Been Scorned». Активная деятельность певицы в борьбе за гражданские права закончилась после убийства Мартина Лютера Кинга и Джона и Роберта Кеннеди. 9 апреля 1968 года она пела «Precious Lord, Take My Hand» на похоронах Мартина Лютера Кинга.

### Конец жизни, 1968—1972
Вторично певица вышла замуж за Сигмунда Галлоуэя. Благодаря тому, что в семью вошла Сигм, дочь Галлоуэя от первого брака, Махалия не страдала от отсутствия собственных детей. Позже у Джексон произошёл грязный и очень шумный развод с Галлоуэем, вызвавший у неё ряд сердечных приступов и быструю потерю более сотни фунтов веса.
В 1966 вышла в свет книга «Movin' On Up», написанная Махалией Джексон с помощью Эвана Маклеада Вилиа. За годы, предшествовавшие смерти, она возвратила многое из её прежней славы.
Певица принимала участие в съёмках нескольких фильмов, в том числе и в «St. Louis Blues».
Махалия Джексон перенесла «чёрный» госпел из церквей Чикаго на всеобщее обозрение. В розовом, доходящем до пола платье, с чёрной, высокоуложенной прической, с ритмичным притоптыванием и колебанием бедер, Махалия и её лирическое контральто олицетворяли госпел.
Под давлением фирм грамзаписи певица поступилась своими принципами и записала несколько светских популярных песен, таких как «What The World Needs Now Is Love», «Abraham, Martin and John», «Sunrise, Sunset» из мюзикла «Скрипач на крыше».
Заключил её карьеру прощальный концерт в Берлине в октябре 1971 года. Махалия Джексон страдала от высокого кровяного давления на фоне сахарного диабета и умерла 27 января 1972 года в возрасте 60 лет от остановки сердца. Она похоронена в «Providence Memorial Park». Арета Франклин пела на её похоронах.

## Информация
- Полная дискография (англ.)
- Страница Doug Dornbos о Махалии Джексон (англ.)
- Dominik Aulfes o Махалии Джексон (англ.)
- Песня «Come sunday» (недоступная ссылка)
- Клип «Nobody Knows the Trouble i’ve Seen» на YouTube
- Песня «Guardian Angу мels» на YouTube

## Дискография
- Певица записала более 320 песен.
- Выпущено более 108 наименований долгоиграющих пластинок (LP)
- Выпущено впоследствии более 140 разных компакт дисков (CD)
- Записано впоследствии 8 DVD

## Фильмография
- 1958 — St. Louis Blues
- 1959 — Jazz On A Summer’s Day
- 1959 — Imitation Of Life
- 1964 — The Best Man

## Награды
Грэмми (Grammy)
- 1976 «How I Got Over»
- 1972 Grammy Lifetime Achievement Award
- 1962 «Great Songs Of Love And Faith»
- 1961 «Everytime I Feel the Spirit»

В 1998 году Махалия Джексон удостоена записи в Зал Славы Рок-н-Ролла за исполнение «Move On Up A Little Higher»